# What About Love
"What About Love" é uma canção do cantor e compositor estadunidense Austin Mahone. A canção foi escrita por Mahone, Nadir Khayat, Jimmy Joker, Achraf Jannusi, Bilal Hajii, Mohombi , Rivington Starchild e produzida por RedOne.

## Videoclipe
O vídeo da música foi dirigido por Colin Tilley, e os efeitos visuais foram criados por GloriaFX.

## Faixas e formatos
| Download digital |                   |         |  |
| N.º              | Título            | Duração |  |
| 1.               | "What About Love" | 3:23    |  |

## Desempenho nas paradas musicais

### Posições
| Parada musical (2013)                         | Melhor posição |
| --------------------------------------------- | -------------- |
| Bélgica (Ultratip Bubbling Under de Flandres) | 7              |
| Canadá (Canadian Hot 100)                     | 67             |
| Estados Unidos (Billboard Hot 100)            | 66             |
| Estados Unidos (Billboard Mainstream Top 40)  | 18             |
| França (SNEP)                                 | 117            |
| Irlanda (IRMA)                                | 71             |
| México (Monitor Latino)                       | 20             |
| Países Baixos (Single Top 100)                | 44             |
| Reino Unido (UK Singles Chart)                | 83             |
| Ucrânia (FDR POP)                             | 2              |

## Certificações
| País                  | Certificação | Vendas   |
| --------------------- | ------------ | -------- |
| Estados Unidos (RIAA) | Ouro         | 500.000+ |

## Histórico de lançamento
| País           | Data                  | Formato          | Editora discográfica |
| -------------- | --------------------- | ---------------- | -------------------- |
| Estados Unidos | 26 de Janeiro de 2014 | Download digital | Republic             |